# Lacs des Loups Marins
Ne doit pas être confondu avec Petit lac des Loups Marins.
Les lacs des Loups Marins sont un ensemble d'étendue d'eau du territoire non organisé de la Rivière-Koksoak, dans la région administrative du Nord-du-Québec, au Québec, au Canada.

## Géographie
Les lacs des Loups Marins sont situés dans le Nord-du-Québec à 140 km à l'est du littoral est de la baie d'Hudson, à 77 km au sud du lac Minto, à 16 km à l'est du lac Wiyâshâkimî, à 46 km au nord du petit lac des Loups Marins, à 116 km à l'est du lac Tasiujaq et à 318 km au sud-ouest de la baie d'Ungava.
Les bassins versants voisins sont :
- côté nord : lac Minto et la rivière aux Feuilles ;
- côté est : rivière aux Mélèzes, rivière du Gué et rivière Delay ;
- côté sud : lac D'Iberville et la rivière de la Baleine ;
- côté ouest : lac Wiyâshâkimî et la rivière à l'Eau Claire.

La forme de lac est plutôt complexe à cause de la centaine d'îles, presqu'îles et baies. Plusieurs zones du lac formeraient des lacs indépendants si le niveau de l'eau était rabaissé. Les lacs des Loups Marins reçoit par :
- le côté est les eaux du petit lac des Loups Marins lequel est situé au sud et tout près du lac D'Iberville ;
- le côté nord, les eaux du Lac Bourdel.

Les principaux lacs environnants sont :
- côté nord : lacs Michisu Ustikwan, Tardon, Maulnier, Bourdel, Achikunipis, Lagus ;
- côté est : lac Pastorel, Ouilem ;
- côté sud : lac Pikutachikw, Alegrain, Bourg, Donat, Lussay ;
- côté ouest : lacs Nipishi, Damien.

Du côté est des lacs des Loups Marins, il y a la « baie Sachiwiniskw », le lieu-dit de Machisatat et la colline Kamachistawaskutaw.
Ces deux lacs constitue la source principale de la rivière Nastapoka qui coule sur environ 166 km vers le nord-ouest jusqu'au littoral est de la baie d'Hudson.
Les lacs des Loups Marins a une longueur de 84 km et une largeur de 12 km. La surface du lac couvre 484 km². L'embouchure du lac est situé au fond d'une baie à l'extrémité ouest. Son émissaire est la rivière Nastapoka, laquelle coule sur 166 km vers le nord-ouest, jusqu'au littoral est de la baie d'Hudson.

## Toponymie
Depuis fort longtemps, le toponyme de ce lac est associé à la population de loups marins vivant dans le lac et sur ses rives. Jadis désigné sous l'appellation « Lower Seal Lake », puis « Seal Lake », le toponyme a été officialisé sous « Lacs des Loups Marins » en 1967 par la Commission de géographie.

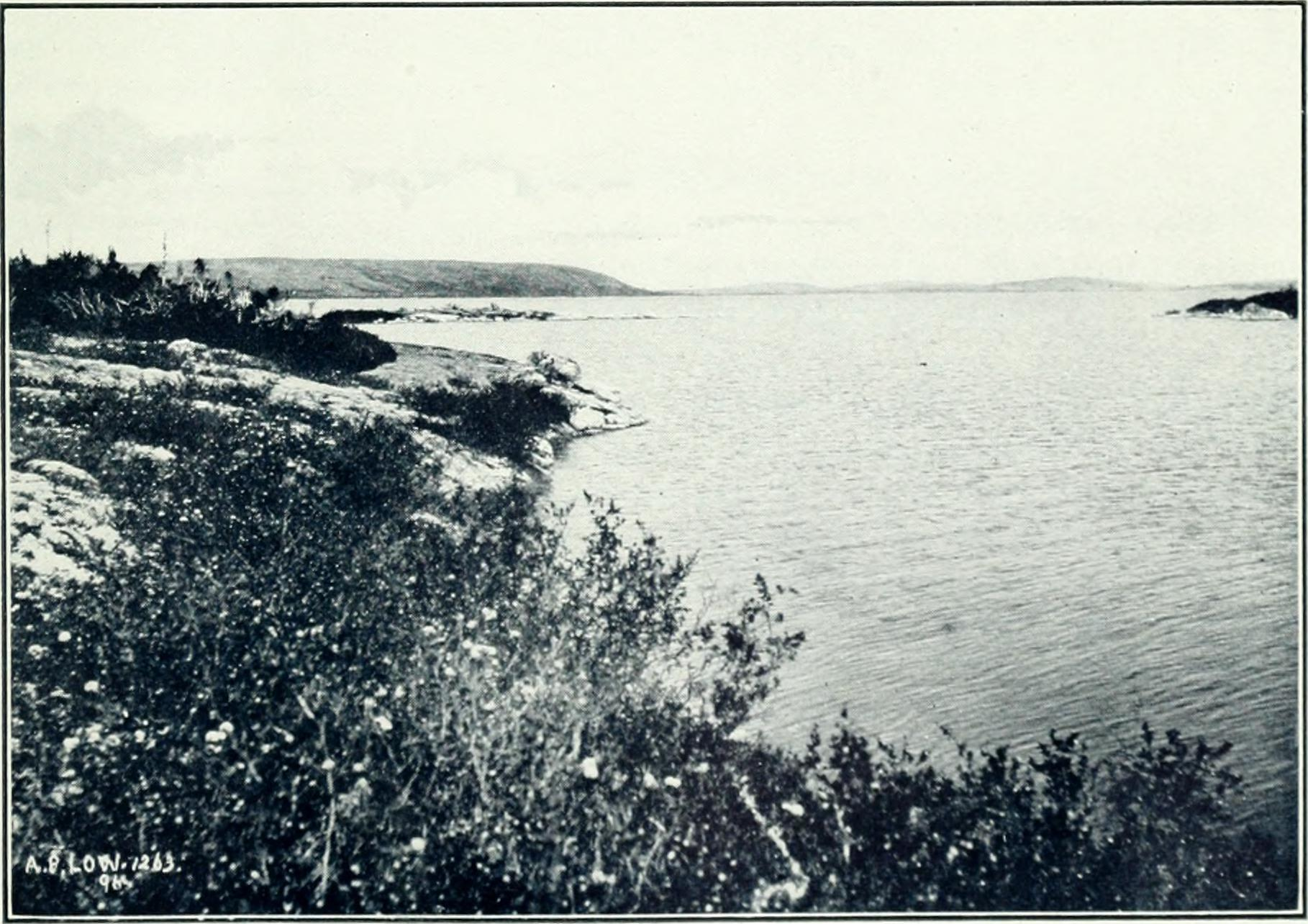
Lacs des Loups Marins en 1896

En 1896, le géologue Albert Peter Low a énoncé l'hypothèse que ces phoques y ont élu leur habitat lors d'une phase de subsidence marine, estimée entre 8 000 et 3 000 ans ; puis, la mer s'étant retirée, ils y ont survécu en raison de l'abondance de poissons et de la qualité de l'eau. Selon les notes de ce géologue, à l'époque, les Inuits en chassaient une trentaine par année.
Vers 1942, J. K. Doutt du Carnegie Institute de Pittsburgh visite les lieux et constate que les loups marins vivant dans ce lac appartiennent à l'espèce des phoques communs de l'Atlantique (Phocavitulina), tout en constituant une variété distincte qu'il désigne d'ailleurs Phoca vitulina mellonae ou phoque d'eau douce d'Ungava. De couleur sombre et de taille modeste, cette sous-espèce de phoques ne fréquente jamais l'eau salée de la mer, tout comme la ouananiche, saumon d'eau douce du lac Saint-Jean.
Fidèle à leur tradition de nommer les lieux, les Cris ont nommé ce lac Musiwaw Achikunipi ou « lac du phoque de la toundra »,.
Le toponyme « Lacs des Loups Marins » a été officialisé le 5 décembre 1968 à la Banque des noms de lieux de la Commission de toponymie du Québec.